# Сима Жуй
Сима Жуй (спрощ.: 司馬睿; піньїнь: Sima Rui; 276 —3 січня 323) — китайський імператор династії Цзінь у 317–323 роках, засновник Східної Цзінь.

## Життєпис

### Молоді роки
Походив з імператорського роду Сима. Син Сима Цзіна, князя Лан'є. 290 року після смерті батька Жуй став новим князем Лан'є. Деякий час він не втручався у Війну восьми принців, що спалахнула 301 року. Втім уже 304 підтримав Сима Юе, князя Дунхая, проти князя Сима Іна. Проте Жуй та Юе зазнали поразки. Тому Сима Жуй вирішив повернутися до свого володіння, остерігаючись його втратити. Тоді ж залучив до себе здібного чиновника Ван Дао. В Лан'є Сима Жуй пробув до 306 року, коли перемогу здобув його колишній союзник Сима Юе. Останній 307 року призначив Жуя військовим губернатором провінції Ян (сучасні Чжецзян і південна частина Цзянсу й Аньхой) з головним містом у Цзяньє. При цьому Ван Дао став головним радником нового губернатора. Сима Жуй багато зробив, щоб привернути на свій бік місцеву знать й чиновництво.
311 року після захоплення столиці імперії, міста Лоян, багато місцевих жителів пересилились до області, якою керував Сима Жуй. Він намагався знайти талановитих адміністраторів та військовиків, які б зміцнили його позиції в країні. Водночас поступово реалізовував політику з розширення власного впливу на інші землі імперії. Так він підкорив області Цзін (сучасна провінція Хубей) і Сян (сучасний Хунань).
313 року новий імператор Сима Е зробив Сима Жуя канцлером лівої руки, сподіваючись на підтримку могутнього родича проти держави Північна Хань. Проте Сима Жуй відмовився надавати імператорві будь-яку допомогу. Протягом 315 року Сима Жуй придушив заколот могутнього місцевого клану Чжоу й розбив на півдні селянських повстанців. Все це значно збільшило вплив та авторитет Жуя.
Після падіння 316 року Чан'аня внаслідок походів військ Північної Хань влада роду Сима на заході Китаю впала. Спочатку Сима Жуй мав намір виступити проти ворога, але швидко передумав. Замість цього 317 року оголосив себе спадкоємцем трону — князем Цзінь. Столицю імперії було пересено до Цзянькана. Його владу визнали всі південні райони Китаю, розташовані в басейні Янцзи й на південь від неї. Того ж року прийшла звістка про смерть імператора Мін-ді. Тоді Сима Жуй проголосив себе імператором під ім'ям Юань-ді. Своєю столицею він оголосив Цзяньє, яку було перейменовано у Цзянькан. Заснована ним династія увійшла в історію під іменем Східна Цзінь. У ті роки весь Північний Китай був завойований кочовими племенами, які рушили туди з усіх сторін і створили на його території свої «варварські» царства. Південному Китаю вдалося уникнути тієї навали, оскільки річка Янцзи була на той час фактично непереборною перешкодою для кочівників.

### Правління

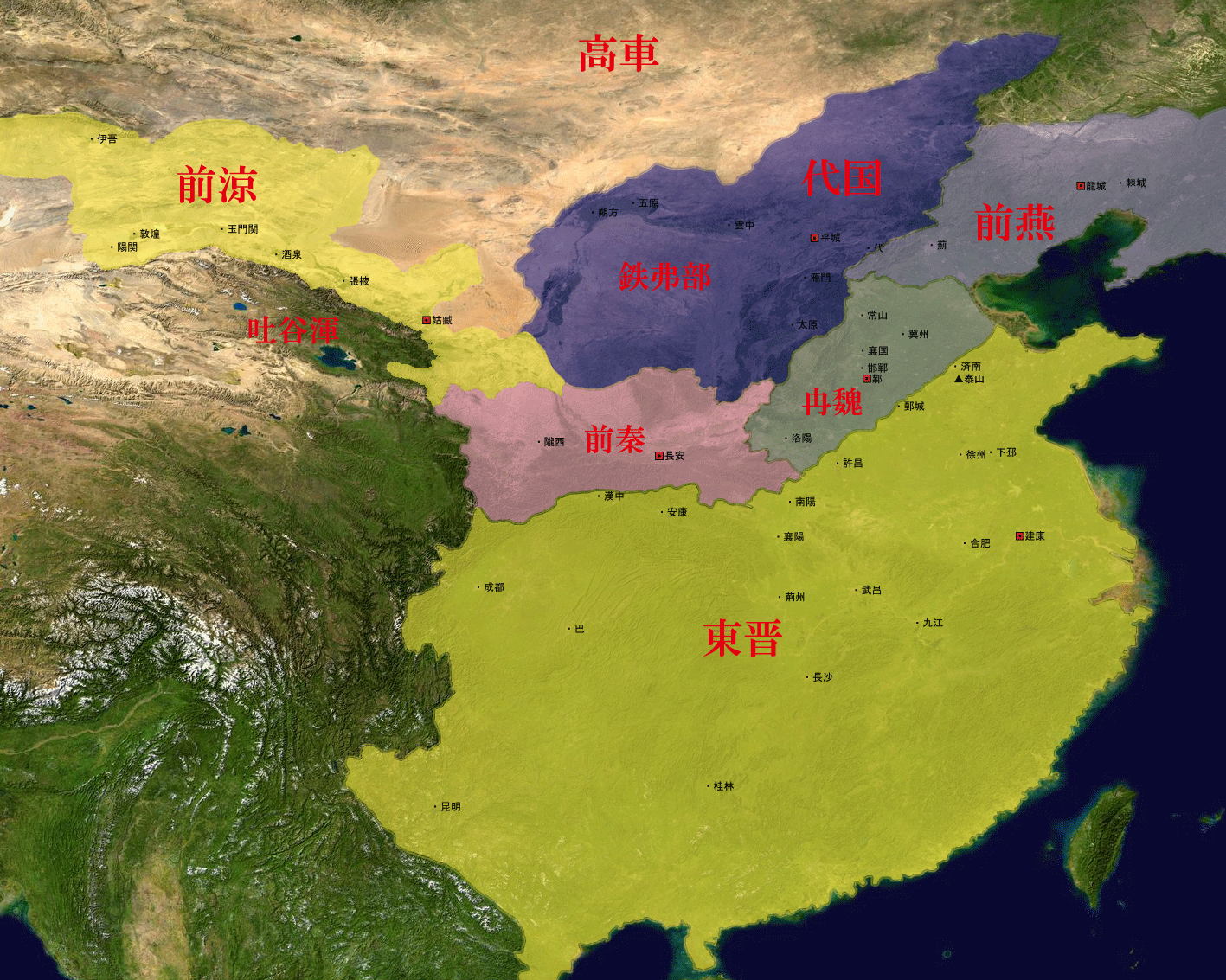
Східна Цзінь у 317 році (позначено ієрогліфом 東晋 й темно-жовтим кольором))

Спочатку Юань-ді мав намір скористатися розбратом, що почався 318 року в царстві Північна Хань. Втім зазнав невдачі. 320 року імператор планував розпочати військову кампанію проти держави Пізня Чжао, що відкололась від Північної Хань. Втім не зумів цього зробити внаслідок внутрішніх заворушень. Вони були спричинені конфліктом Юань-ді з впливовим військовиком Ван Дуном. Внаслідок того вже 322 року останній підбурив заколот проти імператора. Юань-ді зазнав цілковитої поразки та здався Ван Дуну в Цзянкані, супротивники якого втекли до держави Пізня Чжао. Ван Дун став фактичним володарем держави. Юань-ді виконував церемоніальні функції. Це стало для нього великим ударом і вже 3 січня 323 року Сима Жуй помер, передавши владу старшому синові Сима Шао.